# Rurinzi
Rurinzi är ett periodiskt vattendrag i Burundi.   Det ligger i provinsen Ruyigi, i den centrala delen av landet, 100 kilometer öster om huvudstaden Bujumbura.
Omgivningarna runt Rurinzi är en mosaik av jordbruksmark och naturlig växtlighet. Runt Rurinzi är det ganska tätbefolkat, med 160 invånare per kvadratkilometer.